# Gerlach-Empire
Gerlach-Empire es un lugar designado por el censo ubicado en el condado de Washoe en el estado estadounidense de Nevada. En el año 2000 tenía una población de 499 habitantes y una densidad poblacional de 2,0 personas por km².

## Geografía
Gerlach-Empire se encuentra ubicado en las coordenadas 40°37′22″N 119°20′29″O / 40.62278, -119.34139.

## Demografía
Según la Oficina del Censo en 2000 los ingresos medios por hogar en la localidad eran de $35.088, y los ingresos medios por familia eran $43.125. Los hombres tenían unos ingresos medios de $36.000 frente a los $23.056 para las mujeres. La renta per cápita para la localidad era de $14.793. Alrededor del 14,6% de la población estaban por debajo del umbral de pobreza.